# روزندال (ويسكونسن)
روزندال (بالإنجليزية: Rosendale, Wisconsin)‏ هي قرية تقع في الولايات المتحدة في مقاطعة فوند دو لاك (ويسكونسن). يقدر عدد سكانها بـ 1,063 نسمة ومساحتها 3.16 كم2 وترتفع عن سطح البحر 266 متر.

## التركيبة السكانية
قام مكتب تعداد الولايات المتحدة بتحديد بيانات التركيبة السكانية لروزندال في تعداد الولايات المتحدة. في ما يلي، التركيبة السكانية حسب تعدادي 2000 و2010.

### تعداد عام 2000
بلغ عدد سكان روزندال 923 نسمة بحسب تعداد عام 2000، وبلغ عدد الأسر 325 أسرة وعدد العائلات 261 عائلة مقيمة في القرية. في حين سجلت الكثافة السكانية 824.3 نسمة لكل ميل مربع (318.3/كم2). وبلغ عدد الوحدات السكنية 339 وحدة بمتوسط كثافة قدره 302.7 نسمة لكل ميل مربع (116.9/كم2).
وتوزع التركيب العرقي للقرية بنسبة 99.67% من البيض و 0.11% من الأمريكيين الأصليين و 0.22% من عرقين مختلطين أو أكثر.
بلغ عدد الأسر 325 أسرة كانت نسبة 42.2% منها لديها أطفال تحت سن الثامنة عشر تعيش معهم، وبلغت نسبة الأزواج القاطنين مع بعضهم البعض 71.1% من أصل المجموع الكلي للأسر، ونسبة 6.5% من الأسر كان لديها معيلات من الإناث دون وجود شريك، وكانت نسبة 19.4% من غير العائلات. تألفت نسبة 13.8% من أصل جميع الأسر من أفراد ونسبة 7.4% كانوا يعيش معهم شخص وحيد يبلغ من العمر 65 عاماً فما فوق. وبلغ متوسط حجم الأسرة المعيشية 3.15، أما متوسط حجم العائلات فبلغ 2.84.
بلغ العمر الوسطي للسكان 34 عاماً. وكانت نسبة 29.4% من القاطنين تحت سن الثامنة عشر، وكانت نسبة 9.1% بين الثامنة عشر والأربعة وعشرون عاماً، ونسبة 30.3% كانت واقعةً في الفئة العمرية ما بين الخامسة والعشرون حتى والأربعة وأربعون عاماً، ونسبة 22.5% كانت ما بين الخامسة والأربعون حتى الرابعة والستون، ونسبة 8.7% كانت ضمن فئة الخامسة والستون عاماً فما فوق. يوجد لكل 100 أنثى 94.7 ذكر، ويوجد لكل 100 أنثى في الثامنة عشر من عمرها فما فوق 97.6 ذكر.
بلغ متوسط دخل الأسرة في القرية 52,448 دولار، أما متوسط دخل العائلة فبلغ 57,083 دولار. وكان متوسط دخل الذكور 38,125 دولار مقابل 26,250 دولار للإناث. وسجل دخل الفرد الخاص بالقرية 18,653 دولار. وكانت نسبة 0.4% من العائلات ونسبة 2.3% من السكان تحت خط الفقر، وكان من هؤلاء نسبة 3.8% تحت سن الثامنة عشر ولا أحد منهم في الخامسة والستين من العمر وما فوق.

## معرض صور

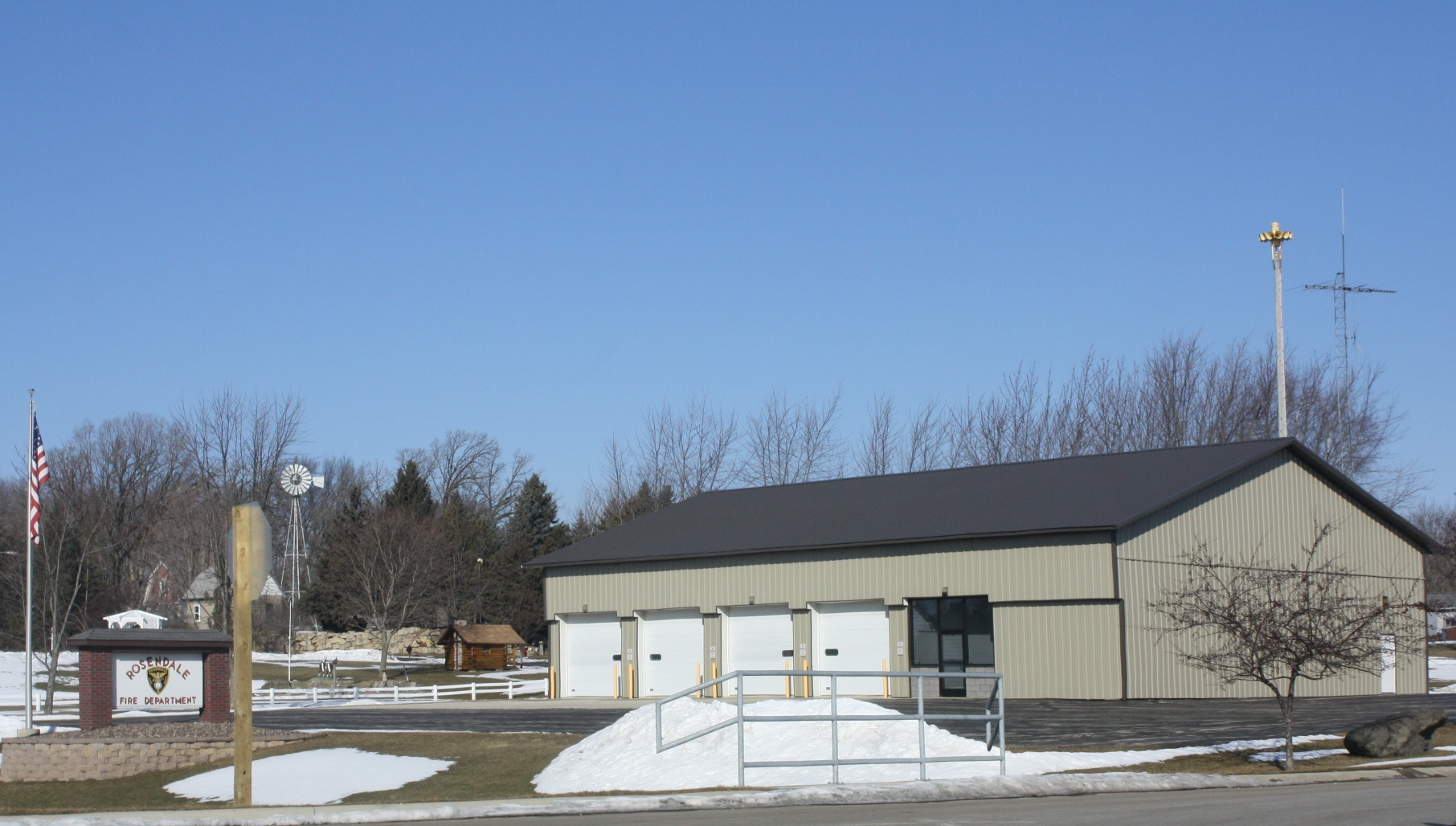
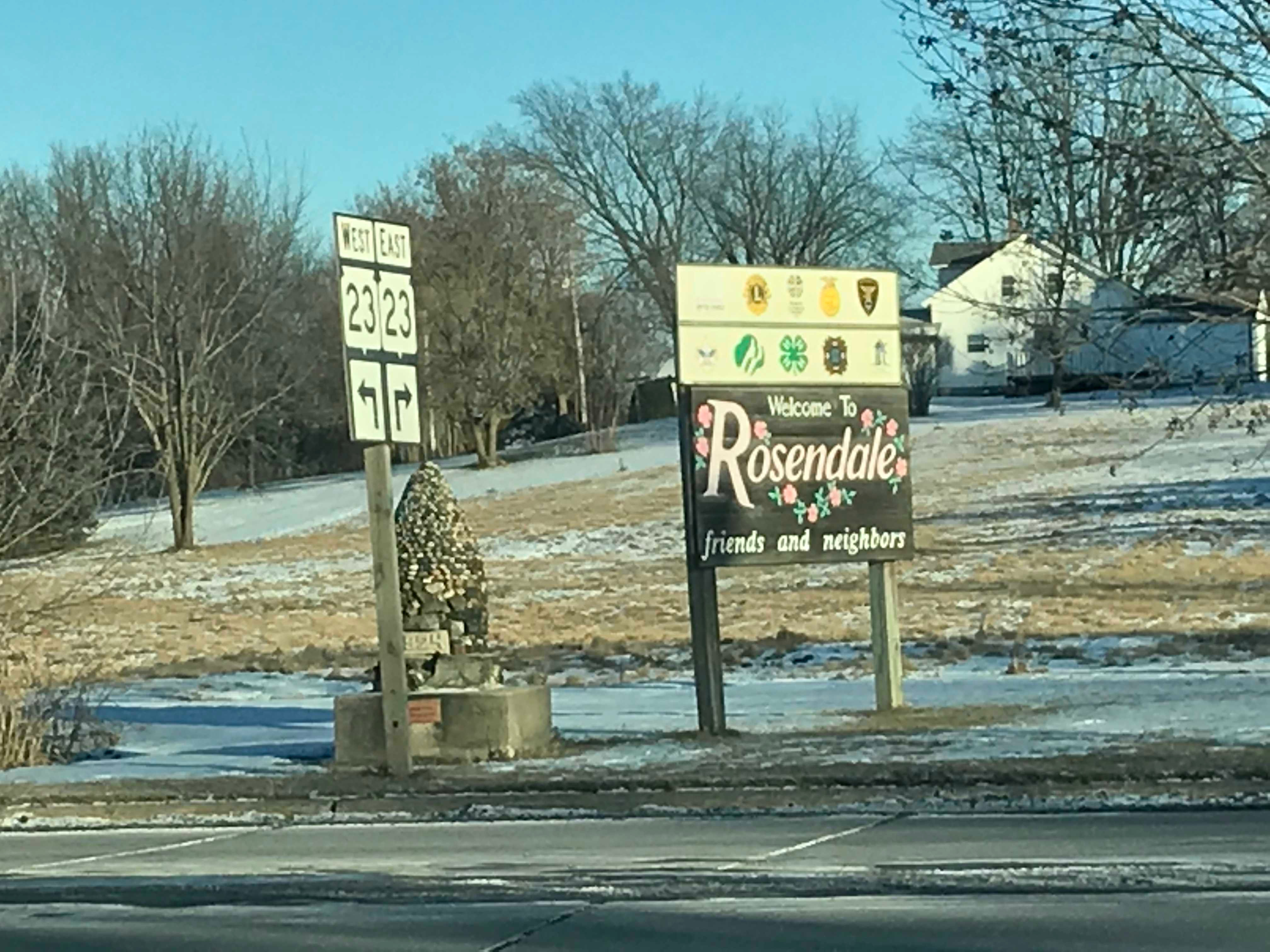
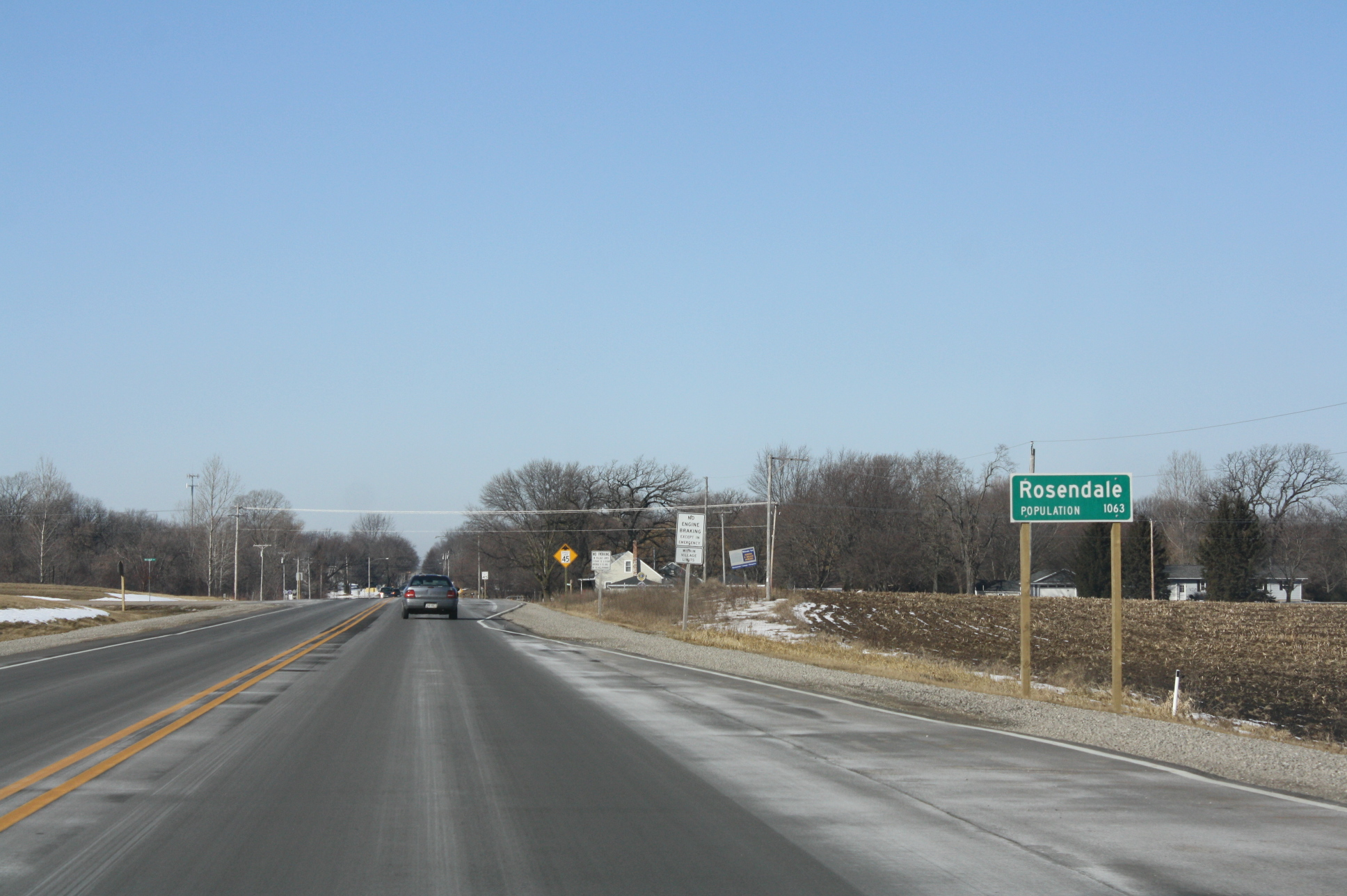
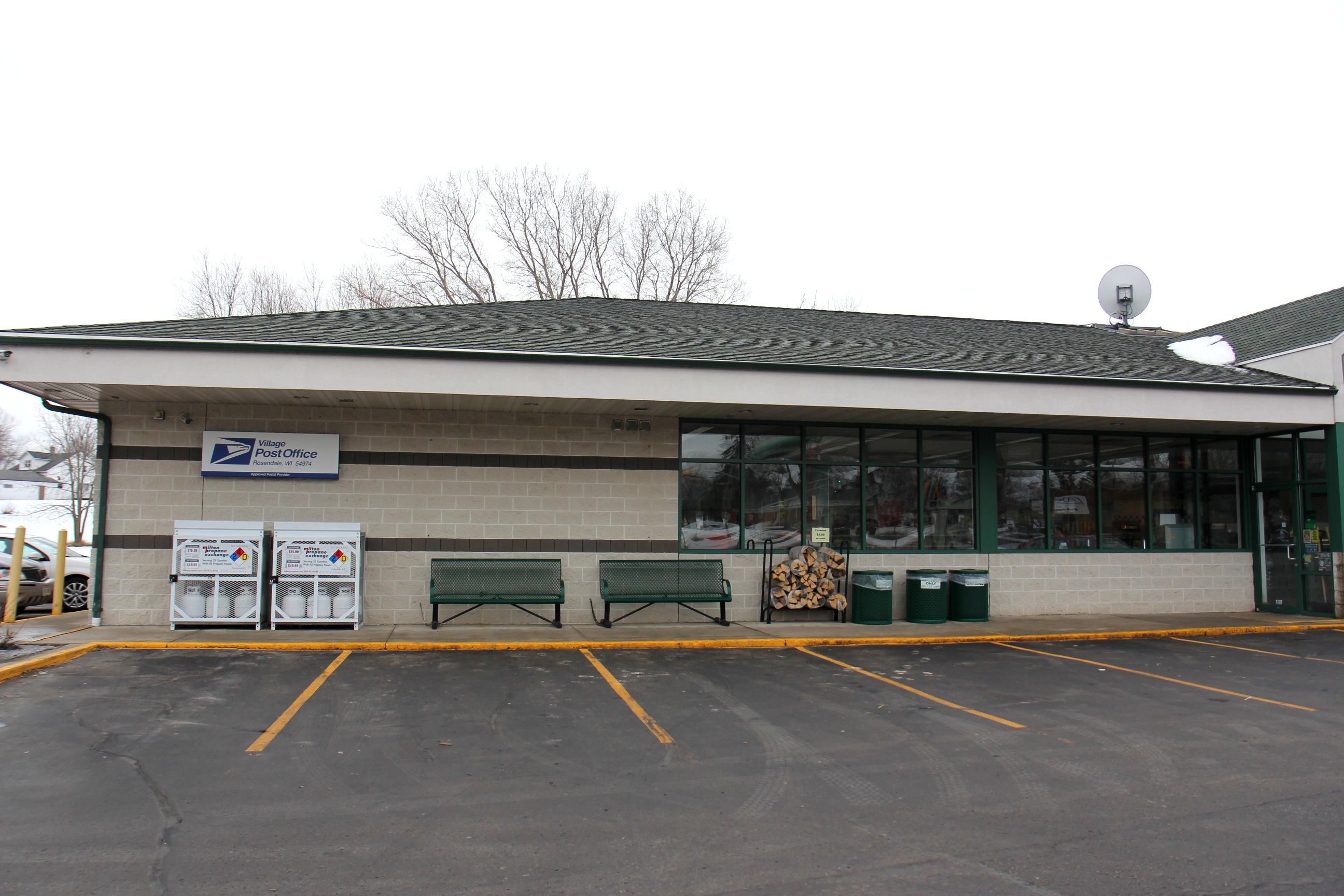

### تعداد عام 2010
بلغ عدد سكان روزندال 1,063 نسمة بحسب تعداد عام 2010، وبلغ عدد الأسر 407 أسرة وعدد العائلات 299 عائلة مقيمة في القرية. في حين سجلت الكثافة السكانية 871.3 نسمة لكل ميل مربع (336.4/كم2). وبلغ عدد الوحدات السكنية 417 وحدة بمتوسط كثافة قدره 341.8 لكل ميل مربع (132.0/كم2).
وتوزع التركيب العرقي للقرية بنسبة 96.0% من البيض و 0.9% من الأمريكيين الأصليين و 0.4% من الأمريكيين ذوي الأصول الآسيوية و 0.2% من الأمريكيين الأفارقة و 0.8% من عرقين مختلطين أو أكثر.
بلغ عدد الأسر 407 أسرة كانت نسبة 36.9% منها لديها أطفال تحت سن الثامنة عشر تعيش معهم، وبلغت نسبة الأزواج القاطنين مع بعضهم البعض 61.4% من أصل المجموع الكلي للأسر، ونسبة 8.4% من الأسر كان لديها معيلات من الإناث دون وجود شريك، بينما كانت نسبة 3.7% من الأسر لديها معيلون من الذكور دون وجود شريكة وكانت نسبة 26.5% من غير العائلات. تألفت نسبة 21.4% من أصل جميع الأسر من أفراد ونسبة 11.5% كانوا يعيش معهم شخص وحيد يبلغ من العمر 65 عاماً فما فوق. وبلغ متوسط حجم الأسرة المعيشية 3.07، أما متوسط حجم العائلات فبلغ 2.61.
بلغ العمر الوسطي للسكان 36.6 عاماً. وكانت نسبة 27.8% من القاطنين تحت سن الثامنة عشر، وكانت نسبة 6.8% بين الثامنة عشر والأربعة وعشرون عاماً، ونسبة 27.9% كانت واقعةً في الفئة العمرية ما بين الخامسة والعشرون حتى والأربعة وأربعون عاماً، ونسبة 25.6% كانت ما بين الخامسة والأربعون حتى الرابعة والستون، ونسبة 12% كانت ضمن فئة الخامسة والستون عاماً فما فوق. وتوزع التركيب الجنسي للسكان بنسبة 48.5% ذكور و51.5% إناث.